# Premi e riconoscimenti di Nanni Moretti
Questa lista riassume tutti i premi ricevuti da Nanni Moretti.

## Premi cinematografici

### David di Donatello
- 1984 - Candidatura alla migliore sceneggiatura per Bianca
- 1984 - Candidatura al migliore attore protagonista per Bianca
- 1986 - Candidatura al miglior film per La messa è finita
- 1986 - Candidatura al miglior regista per La messa è finita
- 1986 - Candidatura alla migliore sceneggiatura per La messa è finita
- 1986 - Candidatura al migliore attore protagonista per La messa è finita
- 1986 - Medaglia d'oro del comune di Roma
- 1986 - Premio Alitalia
- 1988 - Candidatura al miglior produttore per Domani accadrà
- 1990 - Candidatura al miglior film per Palombella rossa
- 1990 - Candidatura al miglior regista per Palombella rossa
- 1990 - Candidatura alla migliore sceneggiatura per Palombella rossa
- 1990 - Candidatura al miglior produttore per Palombella rossa
- 1990 - Candidatura al migliore attore protagonista per Palombella rossa
- 1991 - Migliore attore protagonista per Il portaborse
- 1994 - Miglior film per Caro diario
- 1994 - Candidatura al miglior regista per Caro diario
- 1994 - Candidatura alla migliore sceneggiatura per Caro diario
- 1994 - Candidatura al miglior produttore per Caro diario
- 1994 - Candidatura al migliore attore protagonista per Caro diario
- 1996 - Candidatura al miglior produttore per La seconda volta
- 1998 - Candidatura al miglior film per Aprile
- 1998 - Candidatura al migliore attore protagonista per Aprile
- 2001 - Miglior film per La stanza del figlio
- 2001 - Candidatura al miglior regista per La stanza del figlio
- 2001 - Candidatura alla migliore sceneggiatura per La stanza del figlio
- 2001 - Candidatura al miglior produttore per La stanza del figlio
- 2001 - Candidatura al migliore attore protagonista per La stanza del figlio
- 2006 - Miglior film per Il caimano
- 2006 - Miglior regista per Il caimano
- 2006 - Candidatura alla migliore sceneggiatura per Il caimano
- 2006 - Miglior produttore per Il caimano
- 2006 - Candidatura al migliore attore non protagonista per Il caimano
- 2006 - Candidatura al premio dei critici per Il caimano
- 2008 - Candidatura alla migliore sceneggiatura per Caos calmo
- 2008 - Candidatura al migliore attore protagonista per Caos calmo
- 2012 - Candidatura al miglior film per Habemus Papam
- 2012 - Candidatura al miglior regista per Habemus Papam
- 2012 - Candidatura al migliore sceneggiatura per Habemus Papam
- 2012 - Candidatura al miglior produttore per Habemus Papam
- 2015 - Candidatura al miglior film per Mia madre
- 2015 - Candidatura al miglior regista per Mia madre
- 2015 - Candidatura al migliore sceneggiatura per Mia madre
- 2015 - Candidatura al miglior produttore per Mia madre
- 2015 - Candidatura al migliore attore non protagonista per Mia madre
- 2019 - Miglior documentario per Santiago, Italia
- 2022 - Candidatura alla migliore sceneggiatura adattata per Tre piani
- 2024 - Candidatura al miglior film per Il sol dell'avvenire
- 2024 - Candidatura al miglior regista per Il sol dell'avvenire
- 2024 - Candidatura alla migliore sceneggiatura originale per Il sol dell'avvenire

### Festival di Cannes
- 1994 - Prix de la mise en scène per Caro diario[1]
- 2001 - Palma d'oro per La stanza del figlio[2]
- 2001 - Premio FIPRESCI per La stanza del figlio[3]
- 2004 - Carrosse d'or
- 2006 - Premio della città di Roma per Il caimano[4]
- 2015 - Premio della giuria ecumenica per Mia madre

### Mostra internazionale d'arte cinematografica di Venezia
- 1981 - Leone d'argento - Gran premio della giuria per Sogni d'oro
- 1981 - Candidatura al Leone d'oro per Sogni d'oro
- 1989 - Premio Filmcritica "Bastone Bianco" per Palombella rossa
- 2024:  
  - Premio Pietro Bianchi
  - Premio al miglior film restaurato per Ecce bombo,

### Festival di Berlino
- 1986 - Candidatura all'Orso d'oro per La messa è finita[5]
- 1986 - Orso d'argento - Gran premio della giuria per La messa è finita
- 1986 - Menzione speciale della giuria CICAE per La messa è finita

### European Film Awards
- 1994 - Premio FIPRESCI per Caro diario

### São Paulo International Film Festival
- 1990 - Premio della critica per Palombella rossa

### Sudbury Cinéfest
- 1994 - Miglior film internazionale per Caro diario

### Sant Jordi Awards
- 1995 - Miglior film straniero per Caro diario

### Guild of German Art House Cinemas
- 2002 - Guild Film Award - Silver per La stanza del figlio

### The Golden Linden International Film Festival of New European Cinema
- 2022 - Miglior film per Tre piani

### Chicago International Film Festival
- 2003 - Targa d'oro miglior cortometraggio documentario per The Last Customer
- 2008 - Targa d'argento miglior sceneggiatura per Caos calmo

### Taormina Film Fest
- 2006 - Premio Suso Cecchi D'Amico alla migliore sceneggiatura per Il caimano

### Nastri d'argento
- 1978 - Miglior soggetto originale per Ecce Bombo
- 1988 - Miglior produttore per Domani accadrà
- 1990 - Miglior soggetto originale per Palombella rossa
- 1992 - Miglior produttore per Il portaborse
- 1994 - Regista del miglior film per Caro diario
- 1996 - Miglior produttore per La seconda volta
- 2001 - Regista del miglior film per La stanza del figlio
- 2007 - Miglior produttore per Il caimano
- 2011 - Regista del miglior film per Habemus Papam
- 2011 - Miglior soggetto per Habemus Papam
- 2011 - Miglior produttore per Habemus Papam
- 2019 - Nastro d'argento dell'anno per Santiago, Italia

### Ciak d'oro
- 1986 - Miglior regista per La messa è finita[6]
- 1986 - Miglior sceneggiatura per La messa è finita[6]
- 1990 - Miglior regista per Palombella rossa[7]
- 1994 - Miglior film per Caro diario[8]
- 1994 - Miglior regista per Caro diario[8]
- 1994 - Miglior sceneggiatura per Caro diario[8]
- 2001 - Miglior film per La stanza del figlio[9]
- 2001 - Miglior regista per La stanza del figlio[9]
- 2006 - Miglior film per Il caimano[10]
- 2006 - Miglior regista per Il caimano[10]
- 2006 - Miglior sceneggiatura per Il caimano[10]
- 2006 - Miglior produttore per Il caimano[10]
- 2011 - Miglior film per Habemus Papam
- 2011 - Miglior sceneggiatura per Habemus Papam
- 2015 - Miglior regista per Mia madre[11]
- 2019 - Ciak d'oro alla carriera per Santiago, Italia

### Premio Ubu
- 1977/78 - Miglior film italiano per Ecce Bombo
- 1983/84 - Coppa al miglior attore per Bianca[12]

### Globi d'oro
- 1977 - Miglior opera prima per Io sono un autarchico
- 1993 - Miglior film per Caro diario
- 2001 - Miglior sceneggiatura per La stanza del figlio
- 2011 - Miglior film per Habemus Papam[13]

### Cahiers du cinéma
- 1989 - Miglior film dell'anno per Palombella rossa
- 1994 - Miglior film dell'anno per Caro diario
- 2011 - Miglior film dell'anno per Habemus Papam [14]
- 2015 - Miglior film dell'anno per Mia madre

### Agave di Cristallo
- 2011 - Miglior Film Italiano per la Qualità dei Dialoghi per Habemus Papam[15]

### Premio Città del diario
- 2012 - assegnato dall'Archivio diaristico nazionale[16][17]

### Premio Angelo Rizzoli
- 1977 - Candidatura al miglior film - sezione autori italiani giovani per Io sono un autarchico
- 1978 - Miglior film - sezione autori italiani giovani per Ecce Bombo

## Altri premi e riconoscimenti

### Premio giornalistico Colombe d'Oro per la Pace
- 2019 - Premiato da IRIAD come Operatore dei media per il suo film "Santiago, Italia" col premio Colombe d'Oro per la Pace[18]